# Guillaume Balas
Guillaume Balas (ur. 30 sierpnia 1972 w Rillieux-la-Pape) – francuski polityk, nauczyciel i samorządowiec, poseł do Parlamentu Europejskiego VIII kadencji.

## Życiorys
Studiował na Université Nancy-II. Został zatrudniony jako nauczyciel historii. Zaangażował się w działalność polityczną w ramach Partii Socjalistycznej, w jej ramach został sekretarzem generalnym lewicowej frakcji Un Monde d’Avance. W 2004 i w 2010 wybierany do rady regionu Île-de-France. W 2014 Guillaume Balas z ramienia socjalistów został wybrany do Europarlamentu VIII kadencji.
W 2017 opuścił Partię Socjalistyczną, dołączając do ugrupowania Génération.s, które założył Benoît Hamon.